# کیم سام-سو
کیم سام-سو (انگلیسی: Kim Sam-soo؛ زادهٔ ۸ فوریهٔ ۱۹۶۳) بازیکن سابق و مربی فوتبال اهل کره جنوبی است.
از باشگاه‌هایی که در آن بازی کرده‌است می‌توان به باشگاه فوتبال سئول، باشگاه فوتبال اولسان هیوندای، و باشگاه فوتبال بوسان ای‌پارک اشاره کرد.
وی همچنین در تیم‌های ملی فوتبال زیر ۲۰ سال کره جنوبی و کره جنوبی بازی کرده‌است.